# Anamnesi (medicina)
En medicina, l'anamnesi és el terme mèdic emprat en els coneixements i habilitats de la semiologia clínica per a referir-se a la informació proporcionada pel mateix pacient al metge durant una entrevista clínica, per tal d'incorporar-la a la història clínica.
L'anamnesi és la reunió de dades subjectives, relatives a un pacient, que comprenen antecedents familiars i personals, signes i símptomes que experimenta en la seva malaltia, experiències i, en particular, records, que es fan servir per a analitzar-ne la situació clínica. És un historial mèdic que pot proporcionar informació rellevant per a diagnosticar possibles malalties.
A més de l'anamnesi, el metge pot recollir informació mitjançant altres mètodes, com l'examen físic i els exàmens complementaris (per exemple: radiològiques, anàlisis clíniques, etc), tenint en clar el permís del pacient.
És important revisar de l'estat premòrbid del pacient, per a conèixer-ne el tipus de vida abans del problema psicològic o mèdic que pateix.

## Psicopedagogia i psicologia
És la recopilació de dades sobre el pacient per a reconstruir-ne la història personal i per a situar-ne els símptomes en la dinàmica de l'evolució individual. Del punt de vista del pacient, pot referir-se a dur a la memòria les idees dels objectes o dels fets oblidats. S'estructura en dues fases: l'objectiva, que es fa amb els familiars i amics del pacient, i la subjectiva, que es fa directament amb el pacient.

## Anamnesi per sistema i especialitat
Hi ha una correspondència amb les especialitats segons l'aparell o sistema que s'investiga.
| Sistema o aparell                                   | Especialitat/s                          |
| --------------------------------------------------- | --------------------------------------- |
| En general                                          | Medicina de família i Medicina interna. |
| Circulatori                                         | Cardiologia i Angiologia.               |
| Digestiu                                            | Digestologia                            |
| Endocrí                                             | Endocrinologia                          |
| Locomotor                                           | Reumatologia i Traumatologia            |
| Estat mental                                        | Psiquiatria i Psicologia                |
| Nerviós                                             | Neurologia                              |
| Reproductor femení                                  | Ginecologia                             |
| Reproductor masculí                                 | Urologia                                |
| Respiratori superior (tracte), auditiu i vestibular | Otorinolaringologia                     |
| Respiratori inferior (tracte)                       | Pneumologia                             |
| Tegumentari                                         | Dermatologia                            |
| Urinari                                             | Urologia                                |
| Visual                                              | Oftalmologia                            |